# Nazionale maschile di pallacanestro del Burundi
La nazionale di pallacanestro del Burundi è la rappresentativa cestistica del Burundi ed è posta sotto l'egida della Fédération de Basketball du Burundi.